# Grands Reportages (émission de télévision)
Pour les articles homonymes, voir Grands Reportages.
Grands Reportages est un magazine de reportage et d'informations créé par Henri Chambon le 3 mars 1989 et diffusé sur TF1 jusqu'en 1994 puis diffusé en été 1998. Elle refait son apparition en janvier 2015.

## Historique
Grands Reportages apparaît à la télévision le 3 mars 1989 sur TF1. L'émission est programmée principalement le vendredi en deuxième partie de soirée (1989-1994) mais selon une périodicité variable de quelques émissions par an. Elle se compose d'un grand reportage unique de 50 minutes environ sur des faits de société et d'actualité.
À partir de 1994, Grands Reportages, toujours diffusée à un rythme irrégulier de quelques émissions par an, quitte sa case du vendredi soir, et ne possède plus de jour de diffusion particulier. Néanmoins, durant l'été 1998, elle est diffusée chaque lundi en deuxième partie de soirée jusqu'au 3 août 1998, date de la dernière émission.
L'émission revient à l'antenne le dimanche 4 janvier 2015 à 13 h 30, après le Journal de 13 h, après 17 ans d'absence. Le reportage pilote est Le monde en train. Elle est désormais diffusée chaque dimanche après le journal de 13 h.
Pour l'occasion, l'identité visuelle (logo) de Reportages et de Grands Reportages a été retouchée.

### Présentateurs et dirigeants
- Henri Chambon de 1989 à 1994 puis 1998 (présentateur et dirigeant)
- Pascal Pinning depuis janvier 2015 (dirigeant)
- Claire Chazal (présentatrice) de janvier à septembre 2015, Anne-Claire Coudray et Audrey Crespo-Mara (remplaçantes)
- Anne-Claire Coudray (présentatrice) depuis le 19 septembre 2015, Audrey Crespo-Mara (remplaçante)

### Liens Externes
- Site officiel sur le site de TF1.